# Мейхер Ярослав Михайлович
Мейхер Ярослав Михайлович (нар. 21 березня 2000, Товсте, Україна) — український футболіст, воротар іспанського клубу «Корнела».

## Клубна кар'єра
Народився в Товстому Тернопільської області. Футболом розпочав займатися в скромному іспанському клубі «Пінатар», звідки 2015 року перейшов до юнацької команди «Еспаньйола». За другу команду вище вказаного клубу дебютував 8 квітня 2018 року в програному (1:2) виїному поєдинку Терсера Дивізіону проти «Оспіталета».
7 грудня 2018 року, будучи третім воротарем «Еспаньйола Б», відправився в оренду до завершення сезону в «Оспіталет». Наступного липня перейшов у «Логроньєс», де спочатку був переведений до другої команди клубу.
На професіональному рівні дебютував 17 жовтня 2020 року, вийшовши в стартовому складі програного (0:1) домашнього поєдинку Сегунда Дивізіону проти «Леганеса».

## Кар'єра в збірній
У листопаді 2017 року отримав свій перший виклик до складу юнацької збірної України (U-18), у футболці якої дебютував 20 березня 2018 року в переможному (2:0) виїзному товариському поєдинку проти однолітків з Австрії. Мейхер вийшов на поле в стартовому складі та відіграв увесь матч.